# Goldbach (Mandau)
Der Goldbach ist ein rechtsseitiger Zufluss der Mandau mit einer Länge von neun Kilometern in der Oberlausitz.

## Beschreibung
Der Bach entspringt im Zittauer Gebirge nordöstlich des Hainberges am Dachsloch bei Oybin. In der Hölle erreicht der Bach den Grund des Oybiner Kessels und durchfließt mit nordöstlicher Richtung am südlichen Fuß des Schuppenberges und des Berges Oybin das Dorf Oybin. Zwischen dem Berg Oybin, dem Töpfer und dem Ameisenberg durchbricht der Goldbach das Gebirge. Durch die Schlucht, in der sich u. a. die Teufelsmühle befindet, führen die Schmalspurbahn Zittau–Kurort Oybin und die Staatsstraße S 133. Danach weitet sich das Goldbachtal, am linksseitigen Hang des noch unverbauten Baches liegen die Häuser von Niederoybin.
Im Städtel erreicht der Goldbach Olbersdorf. Entlang seines weiteren Laufs reihen sich die Häuser des Olbersdorfer Oberdorfes und Niederdorfes. Der Bach ist hier ausgebaut und in hohe Natursteinmauern gefasst, er wird von zahlreichen Brücken und Stegen überquert. Zur Wasserversorgung der Olbersdorfer Mühlen wurden der Mühlgraben und der Schönmühlgraben angelegt, die in der Nähe des Baches durch das Dorf führten, inzwischen aber wieder abgeworfen sind.

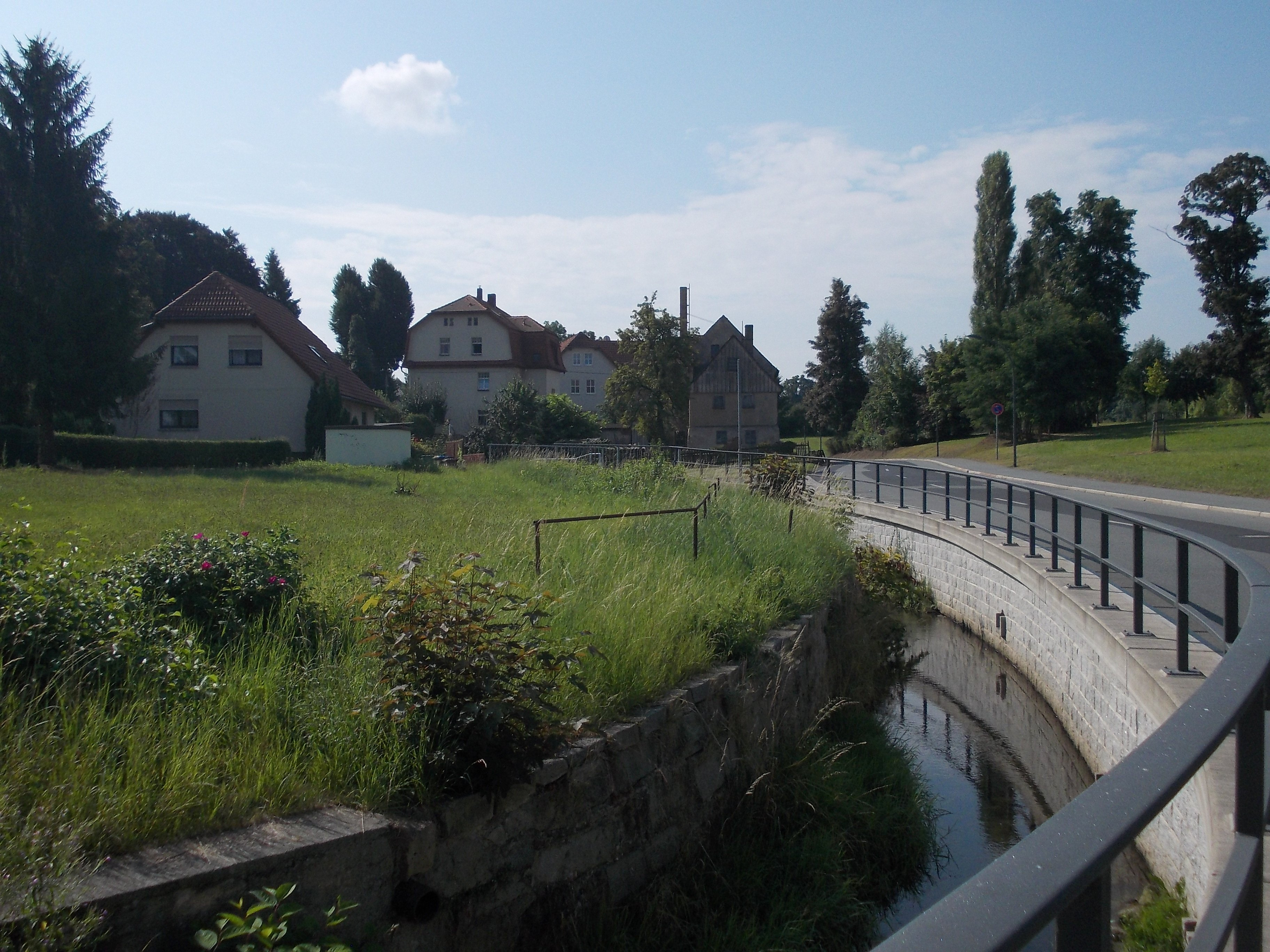
Der Goldbach im Olbersdorfer Niederdorf

Der Unterlauf des Goldbaches führt östlich am Olbersdorfer See vorbei. Im Zuge der Flutung des Tagebaurestloches wurde unterhalb der Kirchbergaussicht im Olbersdorfer Niederdorf ein Graben zur Wassereinleitung aus dem Goldbach angelegt.
Inzwischen steht der Bach in keiner Verbindung mehr zum Olbersdorfer See. An der Stadtgrenze zu Zittau speiste der Bach früher die Teiche der Firma Gustav Waentig. In der Zittauer Vorstadt wurde sein Lauf zu Beginn des 20. Jahrhunderts entlang der Fabrikgebäude der Schubertschen Weberei überbaut. Der kanalisierte Goldbach fließt auf einer Länge ca. 600 m unterirdisch neben der Äußeren Oybiner Straße und tritt unter der König-Albert-Brücke in Zittau bei seiner Mündung in die Mandau wieder zu Tage.

## Hochwasser
Am 7. August 2010 führten Starkniederschläge zur Überflutung von Gebäuden und Grundstücken, auch Stützmauern und Brücken wurden beschädigt.